# Tudo É Brasil
Tudo É Brasil é um filme documentário brasileiro de 1997, dirigido por Rogério Sganzerla.
Foi o terceiro filme da trilogia idealizada por Rogério Sganzerla sobre a visita de Orson Welles ao Brasil; o primeiro foi Nem Tudo É Verdade, de 1986, e o segundo foi Linguagem de Orson Welles, de 1991.

## Sinopse
Tudo É Brasil trata sobre o filme estadunidense It's All True, de Orson Welles, rodado na década de 1940. Traz cenas inéditas e imagens dos bastidores do filme, com depoimentos do próprio Welles e de colaboradores brasileiros e estadunidense, e retrata o cotidiano dos negros dos subúrbios cariocas e dos jangadeiros de Fortaleza.

## Elenco
- Orson Welles
- Dalva de Oliveira
- Carmem Miranda
- Linda Batista
- Karl Marx
- Herivelto Martins
- Grande Otelo
- Ary Barroso
- Jesus Cristo
- Dorival Caymmi
- Richard Wilson
- Robert Wise
- Bill Krohn
- Edmar Morel
- Paula Lima
- H.G.Wells
- Helena Ignez